# DANCIN' IN THE KITCHEN
『DANCIN' IN THE KITCHEN』（ダンシン・イン・ザ・キッチン）は、山下久美子の2枚目のスタジオ・アルバムである。1980年12月25日に日本コロムビア/BLOW UPから発売された。

## 概要
前作から約半年ぶりのスタジオ・アルバム。
前作『バスルームから愛をこめて』同様、1960年代のポップ・ミュージックを基調に制作しているアルバムであり、全曲通して松任谷正隆が編曲を担当している。

## 収録曲

### SIDE A
| 全編曲: 松任谷正隆。 |                                  |           |            |       |
| #                    | タイトル                         | 作詞      | 作曲       | 時間  |
| 1.                   | 「ダンシン・イン・ザ・キッチン」 | 康珍化    | 亀井登志夫 | 3:48  |
| 2.                   | 「パンプスを踏まないで」         | 康珍化    | 亀井登志夫 | 3:47  |
| 3.                   | 「キス&ベッド」                  | 康珍化    | 亀井登志夫 | 4:40  |
| 4.                   | 「ジョディ」                     | 康珍化    | 亀井登志夫 | 4:00  |
| 5.                   | 「恋のミッドナイト・D.J.」       | KURO      | 西岡恭蔵   | 3:30  |
| 合計時間:            | 合計時間:                        | 合計時間: | 合計時間:  | 19:45 |

### SIDE B
| 全編曲: 松任谷正隆。 |                       |            |              |       |
| #                    | タイトル              | 作詞       | 作曲         | 時間  |
| 1.                   | 「西域みやげ」        | KURO       | 西岡恭蔵     | 4:18  |
| 2.                   | 「からっぽ」          | 菅原武彦   | 松任谷正隆   | 3:52  |
| 3.                   | 「Sweet Slow Samba」  | KURO       | 西岡恭蔵     | 4:01  |
| 4.                   | 「ワンダフルcha-cha」 | 呉田軽穂   | 松任谷正隆   | 4:15  |
| 5.                   | 「パズル・ロード」    | 来生えつこ | 木戸やすひろ | 5:05  |
| 合計時間:            | 合計時間:             | 合計時間:  | 合計時間:    | 21:31 |

## 楽曲解説

### SIDE A
1. ダンシン・イン・ザ・キッチン
2. パンプスを踏まないで
3. キス&ベッド
4. ジョディ
5. 恋のミッドナイト・D.J.
  - 1981年2月1日にシングルカットされた。

### SIDE B
1. 西域みやげ
2. からっぽ
  - シングル「ワンダフルcha-cha」のB面曲。
3. Sweet Slow Samba
4. ワンダフルcha-cha
  - 先行シングル。
  - トヨタ『ターセル』『コルサ』CMソング[注釈 1][3]
5. パズル・ロード

## 参加ミュージシャン
- Vocal：山下久美子
- Drums：林立夫, 渡嘉敷祐一, 島村英二
- Bass：高水健司
- Keyboards：松任谷正隆
- Electric Guitar：松原正樹, 今剛, 鈴木茂
- Acoustic Guitar：吉川忠英
- Percussion：斉藤ノブ, 浜口茂外也
- Special Thanks to PaPa & 亀井登志夫 (for Backing Vocals)